# New Faces-New Sounds (Elmo Hope)
| Recensione | Giudizio |
| ---------- | -------- |
| AllMusic   |          |

New Faces-New Sounds è il primo album di Elmo Hope, pubblicato dalla casa discografica Blue Note Records nel 1953.

## Tracce

### LP
Lato A
Musiche di Elmo Hope, eccetto dove indicato.
1. Mo Is On – 2:47
2. Sweet and Lovely – 2:56 (testo: Harry Tobias – musica: Gus Arnheim)
3. Happy Hour – 2:50
4. Hot Sauce – 3:50

Lato B
Musiche di Elmo Hope, eccetto dove indicato.
1. Stars Over Marrakech – 3:03
2. Freffie – 3:02
3. Carving the Rock – 2:54 (musica: Elmo Hope, Sonny Rollins)
4. I Remember You – 2:43 (testo: Johnny Mercer – musica: Victor Schertzinger)

## Formazione
Elmo Hope Trio
- Elmo Hope – piano
- Percy Heath – contrabbasso
- Philly Joe Jones – batteria

Note aggiuntive
- Alfred Lion – produttore
- Registrazioni effettuate il 18 giugno 1953 al Van Gelder Studio di Hackensack, New Jersey (Stati Uniti)
- Rudy Van Gelder – ingegnere delle registrazioni
- John Hermansader – design copertina album originale
- Francis Wolff – foto copertina album originale
- Leonard Feather – note retrocopertina album originale[2][3]